# Adapedonta
Ordre
Synonymes
- Hiatellida Carter, 2011[1]

Les Adapedonta sont un ordre de mollusques bivalves hétérodontes.

## Systématique
Ce taxon a d'abord été créé comme un sous-ordre des Eulamellibranchiata (ordre désormais obsolète) par Maurice Cossmann & Albert Peyrot en 1909.

## Liste des sous-taxons
Selon (en) WoRMS : (2 mai 2020) (+ liste espèces)
- super-famille Edmondioidea W. King, 1850 †
  - famille Edmondiidae W. King, 1850 †
  - famille Pachydomidae P. Fischer, 1887 †
- super-famille Hiatelloidea J.E. Gray, 1824
  - famille Hiatellidae Gray, 1824
- super-famille Solenoidea Lamarck, 1809
  - famille Pharidae H. Adams & A. Adams, 1856
  - famille Solenidae Lamarck, 1809

## Étymologie
Le nom de l'ordre des Adapedonta, du grec ancien α-, a- privatif et δαπεδον dapedon, (« plancher / étage »), fait référence aux espèces « où la charnière commence à apparaître mais dont le plateau cardinal n'est pas encore formé »
.

## Publication originale
- Maurice Cossmann et Albert Peyrot, Conchologie néogénique de l'Aquitaine - Tome 1 - Pélécypodes, 220 p. (lire en ligne).